# August 1979
Portal Geschichte | Portal Biografien | Aktuelle Ereignisse | Jahreskalender | Tagesartikel

◄ |
19. Jahrhundert |
20. Jahrhundert
| 21. Jahrhundert

◄ |
1940er |
1950er |
1960er |
1970er
| 1980er | 1990er | 2000er | ►

◄ |
1975 |
1976 |
1977 |
1978 |
1979
| 1980 | 1981 | 1982 | 1983 | ►

◄ |
Mai 1979 |
Juni 1979 |
Juli 1979 |
August 1979 |
September 1979 |
Oktober 1979 |
November 1979 |
►
Dieser Artikel behandelt aktuelle Nachrichten und Ereignisse im August 1979.

## Tagesgeschehen

### Mittwoch, 1. August 1979
- Lissabon/Portugal: Die am 19. Juli von Präsident António Ramalho Eanes (Demokratische Erneuerungspartei) zur Premierministerin ernannte Maria de Lourdes Pintasilgo von der Sozialistischen Partei leistet ihren Amtseid und ist die erste weibliche Führungsperson einer portugiesischen Regierung, seit im Jahr 1834 die konstitutionelle Monarchie eingeführt wurde.[1]

### Freitag, 3. August 1979
- Malabo/Äquatorialguinea: Der Kommandant der Nationalgarde Teodoro Obiang Nguema Mbasogo führt einen erfolgreichen Militärputsch gegen Masie Nguema an, der sein Onkel sowie der bisher einzige Präsident seit Erlangung der staatlichen Unabhängigkeit ist. Anschließend setzt sich Obiang selbst als Oberhaupt des zentralafrikanischen Staats ein.[2]

### Sonntag, 5. August 1979
- Algier/Algerien: Zwei Kontrahenten im Konflikt um die Westsahara, der Staat Mauretanien und die Volksfront zur Befreiung von Saguia el Hamra und Río de Oro (Polisario), unterzeichnen einen Friedensvertrag, in dem sich Mauretanien verpflichtet, seine Streitkräfte aus den von der Polisario beanspruchten Gebieten außerhalb Mauretaniens abzuziehen.[3]

### Montag, 6. August 1979
- Washington, D.C./Vereinigte Staaten: Paul Volcker erhält im US-amerikanischen Zentralbank-System Federal Reserve den Vorsitz im „Federal Open Market Committee“ (deutsch „Offenmarktausschuss“) und wird im Bundesbankrat somit zur neuen Führungsperson.[4]

### Mittwoch, 8. August 1979
- Asunción/Paraguay: Das Innenministerium des Landes entzieht Josef Mengele die vor zwanzig Jahren verliehene paraguayanische Staatsbürgerschaft. Mengele war Lagerarzt des Konzentrations- und Vernichtungslagers Auschwitz und wird von zahlreichen Geheimdiensten und Regierungen weltweit gesucht. Über den Aufenthaltsort des Gesuchten kann Paraguay keine Angaben machen.[5]

### Donnerstag, 9. August 1979

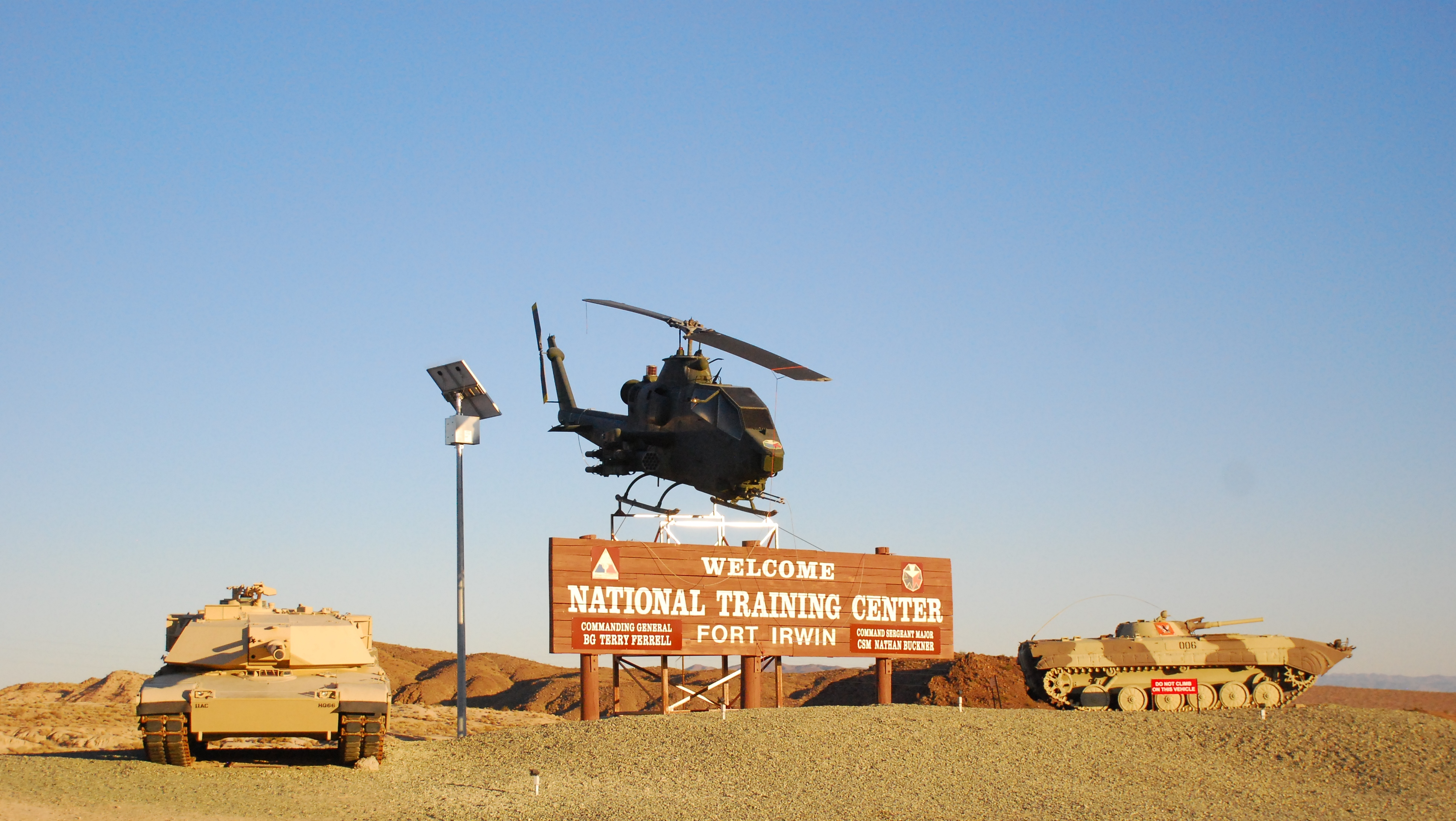
Schild am NTC

- Kalifornien/Vereinigte Staaten:  Mit dem National Training Center (NTC) wird das nationale Übungs- und Qualifizierungszentrum der US Army in Fort Irwin gegründet.

### Freitag, 10. August 1979
- New York/Vereinigte Staaten: Michael Jackson, Solosänger und Leadsänger der Pop-Formation The Jackson Five, veröffentlicht bei Epic Records sein fünftes Musikalbum. Im Gegensatz zu seinen bisherigen Alben entstand es unter Mitarbeit von Produzent Quincy Jones, es trägt den Titel „Off the Wall“.[6]

### Samstag, 11. August 1979
- Dniprodserschynsk/Sowjetunion: Zwei Flugzeuge vom Typ Tupolew Tu-134 der Aeroflot-Flüge SU7628 und SU7880 kollidieren in einer Höhe von 8.400 m, weil ein Fluglotse einen Funkspruch nicht dem korrekten Flugzeug zuordnen konnte. Alle 178 Insassen beider Flugzeuge kommen ums Leben.[7]
- Dortmund/Deutschland: Der deutsche Straßenradsportler Dietrich Thurau gewinnt die fünftägige Internationale Vitamalz-Rundfahrt 1979. Das gestiegene Publikumsinteresse am Radsport seit Thuraus fünftem Platz im Gesamtklassement der Tour de France 1977 ebnete den Weg zum ersten Etappenrennen in der Bundesrepublik seit 17 Jahren.[8]
- Rajkot/Indien: Im Bundesstaat Gujarat bricht die Talsperre Machhu II am Fluss Machhu. Das Wasser überschwemmt die Stadt Morbi, welche durch die Fluten zum großen Teil zerstört wird. Die Zahl der Todesopfer liegt bei circa 2.000. Als Ursache für die Katastrophe gelten ungewöhnlich starke Niederschläge. In 16 Stunden fiel so viel Regen, wie üblicherweise über ein ganzes Jahr verteilt fällt.[9]

### Mittwoch, 15. August 1979
- Arunachal Pradesh, Assam/Indien: Am Indischen Unabhängigkeitstag verbrennen Befürworter einer gemeinsamen Abspaltung des Unionsterritoriums Arunachal Pradesh und des Bundesstaats Assam in vielen Städten öffentlich die Flagge Indiens. Die Propaganda der Gesamt-Assamischen Studentengewerkschaft bezeichnet Personen, die aus den westlicheren Teilen Indiens zugewandert sind, als „Fremde“. Auf Flugblättern werden diese „Fremden“ am heutigen Tag zur Emigration aus Assam aufgefordert.[10]

### Freitag, 17. August 1979
- New York/Vereinigte Staaten: Im Cinema One wird der Film über blinde religiöse Loyalität Das Leben des Brian der britischen Komikergruppe Monty Python uraufgeführt. New York wurde auch deshalb als Ort der Premiere gewählt, weil das Recht auf Meinungsfreiheit in den Vereinigten Staaten großzügiger ausgelegt wird als im Vereinigten Königreich. Proteste von streng religiösen Aktivisten begleiten das Ereignis.[11]
- Teheran/Iran: Der vom politischen und religiösen Führer Ruhollah Chomeini ausgerufene „Tag der Mobilisierung der Muslime“ veranlasst über eine Million Menschen dazu, auf den Straßen Teherans gegen den Staat Israel zu protestieren. Gemäß der Vorgabe Chomeinis fordern sie die „Befreiung Jerusalems von den zionistischen Besatzern“. In der Neuzeit lebten bis zur Mitte des 19. Jahrhunderts kaum Juden in Jerusalem.[12]

### Sonntag, 19. August 1979
- Karagandinskaja Oblast/Sowjetunion: Mit der geglückten Landung des Raumschiffs Sojus 7K-T in der Mission Sojus 34 stellen die sowjetischen Raumfahrer Wladimir Ljachow und Waleri Rjumin einen neuen Dauerflugrekord in der bemannten Raumfahrt auf. Sie waren 175 Tage am Stück im Weltall.[13][14]

### Mittwoch, 22. August 1979
- Antarktik: Über dem Südlichen Ozean ereignet sich eine ringförmige Sonnenfinsternis, die von Antarktika sowie vom südlichen Argentinien und Chile aus als partielle Sonnenfinsternis wahrgenommen werden kann.[15]

### Donnerstag, 23. August 1979

„Wird Hertha BSC Deutscher Meister?“ fragt der Sender Freies Berlin

- Berlin/Deutschland: In der Fernsehsendung „Schauplatz Berlin“ stimmen die Zuschauer in Deutschland erstmals per Tele-Dialog (TED) über eine vom Sender gestellte Frage ab, indem sie telefonisch ihre bevorzugte Rufnummer anwählen. Aus der Verteilung der Anrufe berechnet ein Computer das Gesamt-Voting. Diese Methode soll die Stimmabgabe per Post- und Stimmkarte ersetzen.[16]
- Mahabad/Iran: Nach Angaben des britischen Rundfunkveranstalters BBC kontrollieren bewaffnete Kämpfer der ethnischen Minderheit der iranischen Kurden nach einer Woche gewaltsamer Auseinandersetzungen nur noch die Stadt Mahabad nahe der iranisch-irakischen Grenze. Die Führung der Komala-Partei des iranischen Kurdistan befehligt seit März einen Aufstand gegen die Institutionen der Islamischen Republik.[17]

### Montag, 27. August 1979
- County Down/Vereinigtes Königreich: In Nordirland greift die Brigade von Süd-Armagh der Terroristischen Vereinigung Provisorische Irisch-Republikanische Armee das Britische Heer bei Warrenpoint mit zwei am Straßenrand platzierten Bomben an. Mit der ersten Bombe wird ein Konvoi getroffen, der schwere Verluste erleidet, mit der zweiten Bombe werden die herbeigerufenen Helfer attackiert. 18 Soldaten der Streitkräfte verlieren durch den Angriff ihr Leben.[18]
- County Sligo/Irland: Ein Mitglied der Provisorischen Irisch-Republikanischen Armee tötet in der Bucht von Sligo auf dessen Boot den Generalstabschef des Vereinigten Königreichs Graf Louis Mountbatten von Burma sowie u. a. dessen Enkel Nicholas.[19]

### Mittwoch, 29. August 1979
- Bonn/Deutschland: Rund einen Monat nach einer Konferenz der Vereinten Nationen zur Situation der vietnamesischen Bootsflüchtlinge beschließt die Bundesregierung ein „Programm für ausländische Flüchtlinge“. Konkret handelt es sich um aus dem Pazifischen Ozean gerettete Vietnamesen, die bereits in der Bundesrepublik leben. Sie erhalten nun eine zunächst auf fünf Jahre befristete Arbeitserlaubnis.[20]

### Donnerstag, 30. August 1979
- Wien/Österreich: Vermutlich von der Zigarette eines Wachmanns ausgehend, breitet sich ein Feuer über das gesamte Gebäude der Nationalbank aus. Die Feuerwehrleute schaffen es, den Zusammenbruch des Stahlbetonskeletts des Hauses zu verhindern.[21]

## Weblinks

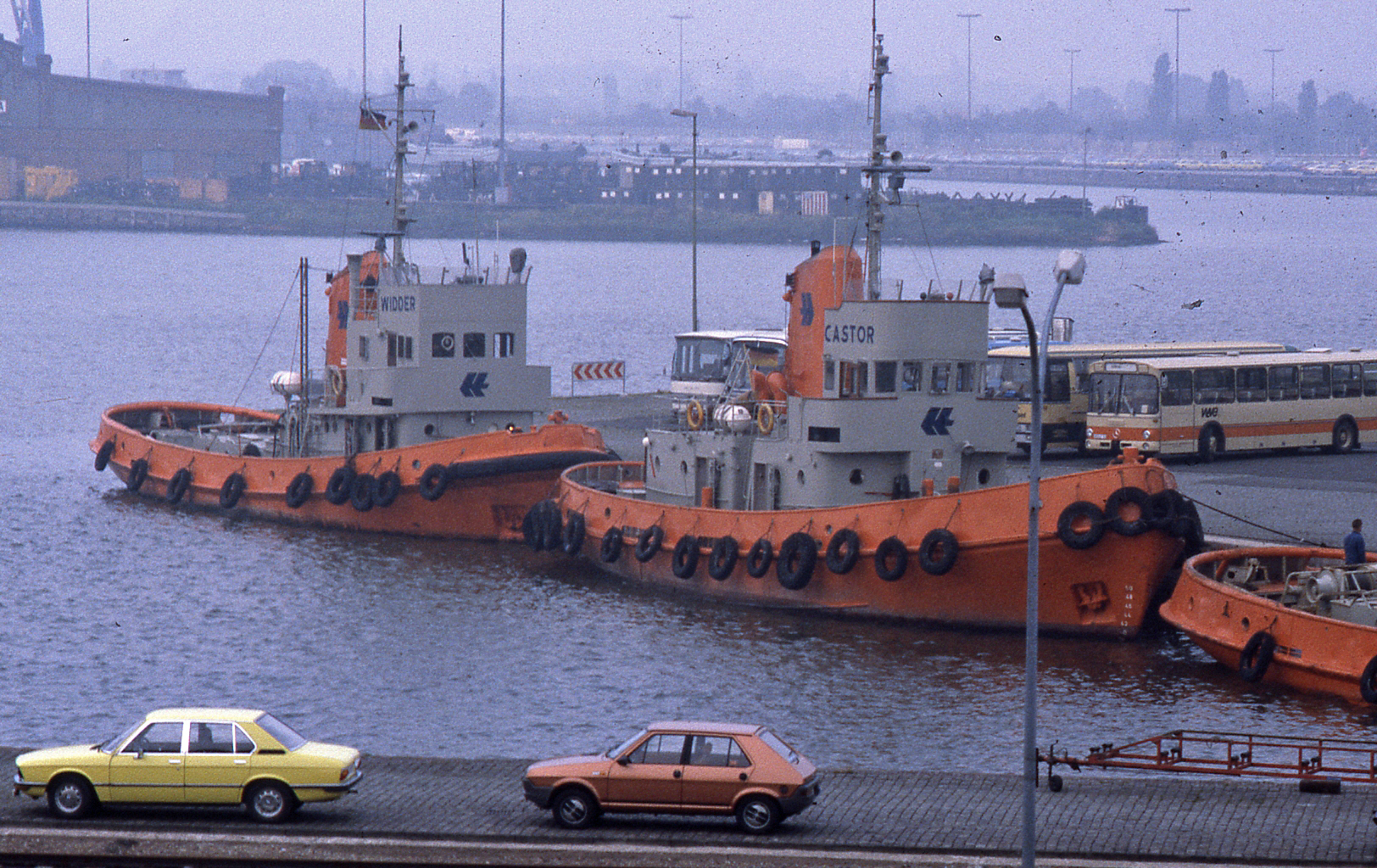
Bremen im August 1979